# Ґрабач (Вармінсько-Мазурське воєводство)
Ґрабач (пол. Grabacz) — село в Польщі, у гміні Рибно Дзялдовського повіту Вармінсько-Мазурського воєводства.
Населення — 40 осіб (2011).

## Демографія
Демографічна структура станом на 31 березня 2011 року:
|          | Загалом | Допрацездатний вік | Працездатний вік | Постпрацездатний вік |
| -------- | ------- | ------------------ | ---------------- | -------------------- |
| Чоловіки | 18      | 4                  | 13               | 1                    |
| Жінки    | 22      | 4                  | 14               | 4                    |
| Разом    | 40      | 8                  | 27               | 5                    |